# Brewster Aeronautical Corporation
De Brewster Aeronautical Corporation was een Amerikaanse vliegtuigfabrikant dat jachtvliegtuigen ontwikkelde en bouwde voor de Amerikaanse luchtmacht en marine. De hoogtijdagen beleefde het bedrijf vlak voor en aan het begin van de Tweede Wereldoorlog.

## Opheffing
Tijdens de Tweede Wereldoorlog werd duidelijk dat het bedrijf verkeerd geleid werd. Het bedrijf was in enkele jaren uitgegroeid van een kleine vliegtuigonderdelen handelaar tot een groot defensie vliegtuigfabrikant. Oprichter Jimmy Work had de gebroeders Alfred en Ignacio Miranda aangesteld als verkopers. Hij wist echter niet dat de twee broers eerder veroordeeld waren wegens verkoop van illegale wapens aan Bolivia en daar twee jaar voor vast hadden gezeten. Daarnaast zorgde de oorlog ervoor dat er duizenden banen bij kwamen die veelal werden opgevuld met minder bekwame en minder productieve werknemers. Tevens leed het bedrijf onder illegale stakingen en vermoedelijke sabotages. Om het nog erger te maken werd, onder dwang van de Amerikaanse marine, George Chapline aangesteld als president van het bedrijf, waarmee oprichter Jimmy Work buitenspel werd gezet. Hiermee hoopte de Amerikaanse marine de productiviteit op te schroeven. Begin 1942 wist Jimmy Work weer de controle over het bedrijf te krijgen. Vlak daarna werd het bedrijf echter veroordeeld tot een boete van 10 miljoen dollar wegens financieel wanbeleid. Hierdoor kwam het bedrijf in mei 1942 onder toezicht van de Naval Aircraft Factory. Toen de Amerikaanse marine halverwege 1945 uiteindelijk het laatste contract ontbond, voor het bouwen van de F3A-1 Corsair, kwam het bedrijf in serieuze problemen. Nadat in oktober 1945 bekend werd dat het bedrijf grote verliezen leed besloot het management dat het beter was om te stoppen. Op 5 april 1946 werd de Brewster Aeronautical Corporation opgeheven door zijn aandeelhouders.

## Vliegtuigen
- SBA/SBN - In totaal werden er 31 toestellen gebouwd in 2 verschillende modellen allen bestemd voor de Amerikaanse marine. Door Brewster werd zelf maar één toestel gebouwd, de SBA. De overige 30 toestellen werden onder licentie, als de SBN, gebouwd door de Naval Aircraft Factory.

- F2A - Van de Britten kreeg dit toestel de bijnaam "Buffalo", van de Nederlanders "Vliegende Doodskist", en van de Finnen "Parel van de lucht". In totaal werden er 509 toestellen gebouwd in 4 verschillende modellen. Deze werden geleverd aan de marine van de Verenigde Staten, en de luchtmachten van Finland, Nederlands-Indië, Brits-Indië en Australië. De luchtmacht van België had ook toestellen besteld, echter wegens de snelle bezetting door nazi-Duitsland ontving België enkel een testtoestel. De luchtmacht van het Japanse Keizerrijk vloog in enkele buitgemaakte Britse en Nederlandse toestellen, dit vooral voor propagandadoeleinden. De Finse luchtmacht behaalde met het toestel tot 1944 grote successen tegen de Sovjet-Unie. Naast de F2A vlogen de Finnen ook in de VL Humu, een op een F2A gebaseerd jachtvliegtuig gebouwd door de Valtion lentokonetehdas.

- SB2A - Door de Britten omgedoopt tot de "Bermuda". In totaal werden er 771 toestellen gebouwd in 7 verschillende modellen. Deze werden geleverd aan de marine en luchtmacht van de Verenigde Staten, en de luchtmachten van Canada en het Verenigd Koninkrijk.

- F3A-1 Corsair, was een door Brewster, in licentie gebouwde, F4U Corsair. In totaal werden er 735 toestellen gebouwd, die geen van alleen het front bereikten. Dit doordat slechte productiekwaliteit ervoor gezorgd had dat er bij enkele toestellen vleugels afbraken tijdens vluchten.

- XA-32 - Een experimenteel toestel, waarvan er maar twee toestellen werden gebouwd. Werd nooit in productie genomen wegens slechte testresultaten.

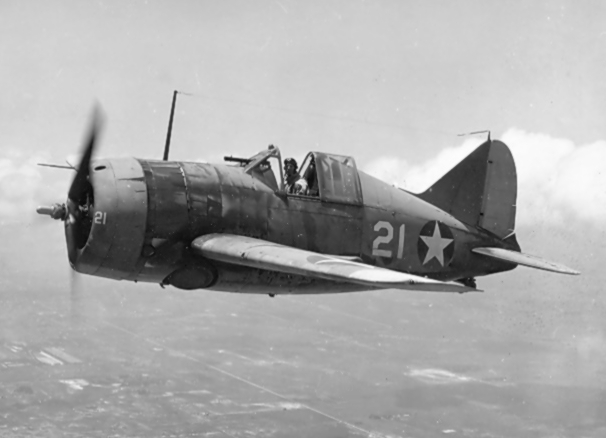
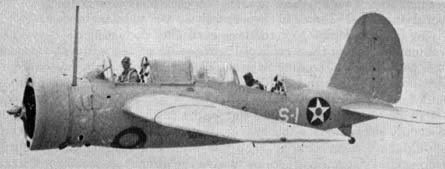
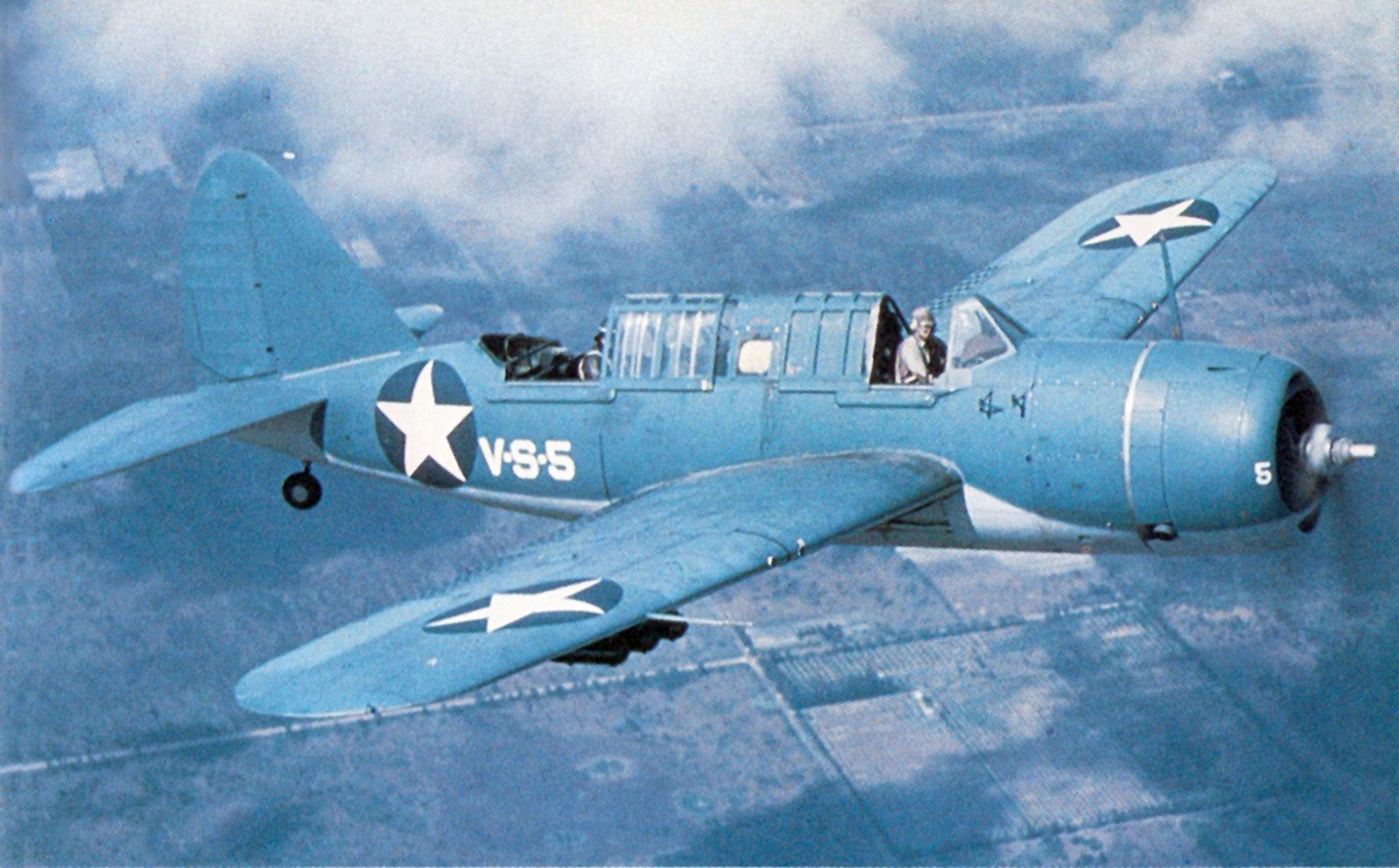
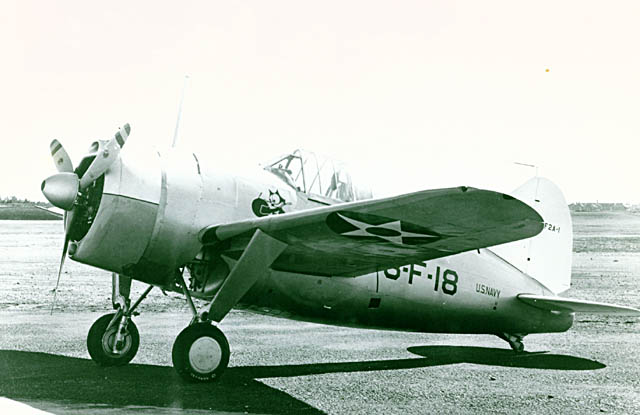